# 高倉馨
高倉馨（たかくら かほる、1897年（明治30年）9月10日 - 1973年（昭和48年）11月）は、戦前は日本統治の朝鮮総督府で、終戦後は宮城県仙台市に奉職した日本の都市計画家。
1897年（明治30年）9月10日、福島県双葉郡双葉町に生まれる。
1925年（大正14年）4月より1945年（昭和20年）8月15日まで朝鮮総督府士木課に勤務し、同年11月に同僚の八巻芳夫（元仙台市建設局長）と一緒に内地に引きあげ。
1948年（昭和23年）9月、総理府特別調達局仙台局長として仙台赴任。1950年（昭和25年）末頃に仙台市土地区画整理担当の精算課長。仙台駅前整理に関わるビジネスセンター問題に際して、小規模ながら合同ビルを完成させ今日の市街地再開発事業の先端を行う事業を担当した。
仙台では区画整理の精算は一地区ごとに計算。整理前8,000筆、整理後5,000筆合せて13,000筆の評価指数の計算を伴うのを高倉はすべての路線価を決定。計算の段階で退職。
1973年（昭和48年）11月に死去。